# Шенеберг (Бад-Кройцнах)
Шенеберг (нім. Schöneberg) — громада в Німеччині, розташована в землі Рейнланд-Пфальц. Входить до складу району Бад-Кройцнах. Складова частина об'єднання громад Штромберг.
Площа — 7,13 км2. Населення становить 603 ос. (станом на 31 грудня 2020).

## Галерея

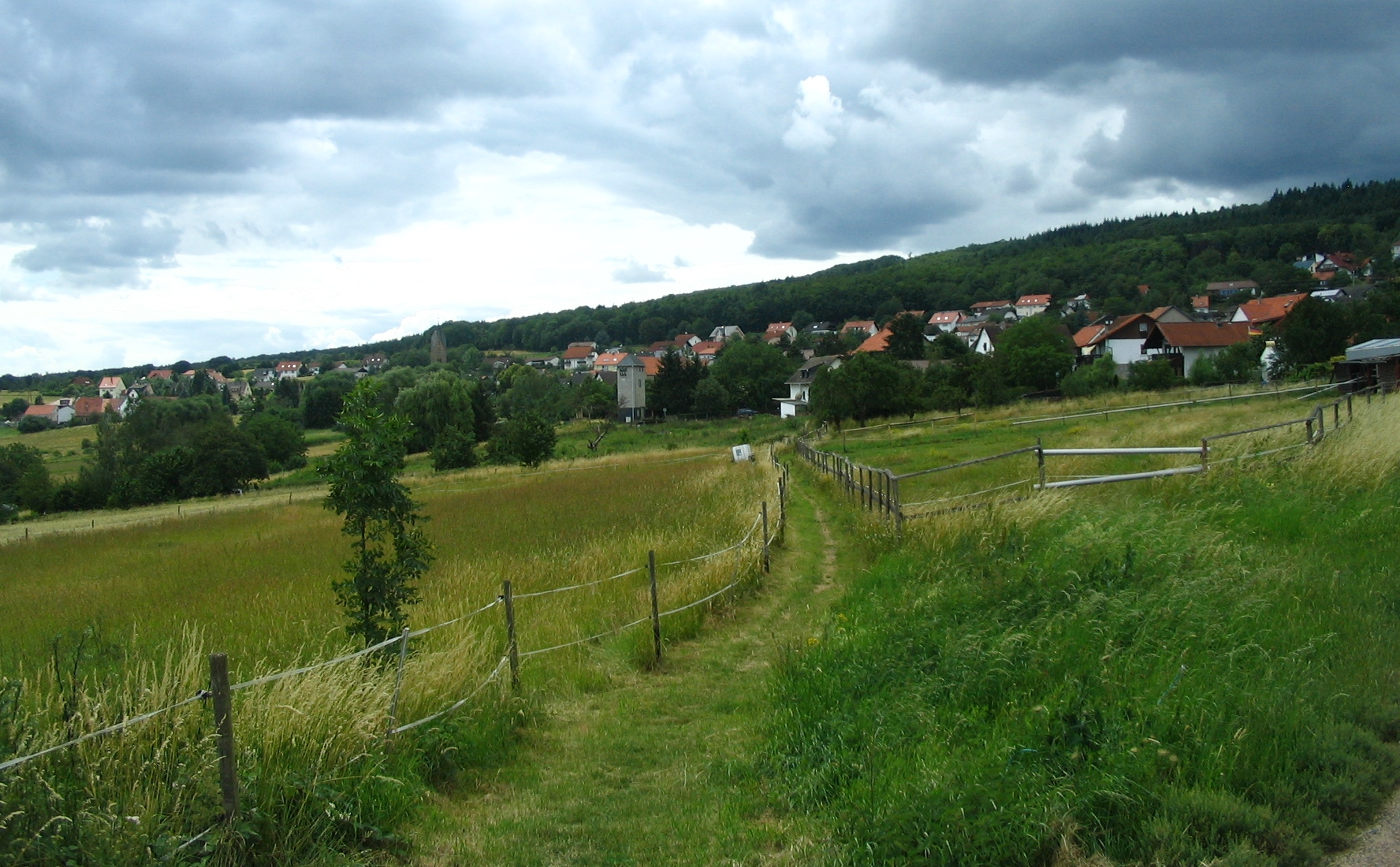